# Bătălia Moldovei (1944)
Bătălia Moldovei reprezintă o sintagmă al cărei sens variază, referindu-se:
- în sens larg la confruntările derulate în Moldova între trupele germano-române și cele sovietice, în perioada aprilie-august 1944[1][2] (mai precis 6 aprilie-22 august 1944).[3]
- în sens restrâns la ultima etapă a participării României la Campania din Est, respectiv la  Operațiunea Iași-Chișinău desfășurată începând cu 20 august 1944,[4] Aceasta este cunoscută și ca „Bătălia pentru Armistițiu” și a dus la încetarea ostilităților dintre România și Uniunea Sovietică și  respectiv statele membre ale Coaliției Națiunilor Unite.[5]
- și la campania Armatei României din vara anului 1917 (bătăliile de la Mărășești, Mărăști și Oituz).[6]

În perspectiva actuală, din 2024, istoria militară din România abordează sintagma în sensul larg al acesteia.